# لويس بويغ
لويس بويغ (بالإسبانية: Lluís Puig i Gordi)‏ هو راقص ومدير فني ‏ وموسيقي وسياسي إسباني، ولد في 18 أكتوبر 1959 في تاراسا في إسبانيا. حزبياً، نشط في Catalan European Democratic Party ‏.

## مناصب
- انتخب مدير Mercat de Música Viva de Vic  [لغات أخرى]‏ (2008 – 2011).
- انتخب مدير Fira Mediterrania in Manresa [الإنجليزية]‏ (1998 – ).
- في 2017 Catalan regional election [الإنجليزية]‏، انتخب عضو البرلمان الكاتالوني ‏ عن دائرة Girona (Parliament of Catalonia constituency) [الإنجليزية]‏ وقد انضم خلال فترته النيابية [الإنجليزية]‏ (17 يناير 2018 – 29 يناير 2018)  للكتلة البرلمانية Junts per Catalunya Parliamentary Group ‏.
- انتخب Minister of Culture of the Generalitat of Catalonia  [لغات أخرى]‏ (5 يوليو 2017 – 27 أكتوبر 2018).